# Liste der Kulturdenkmäler in Lind (bei Mayen)
In der Liste der Kulturdenkmäler in Lind sind alle Kulturdenkmäler der rheinland-pfälzischen Ortsgemeinde Lind aufgeführt. Grundlage ist die Denkmalliste des Landes Rheinland-Pfalz (Stand: 27. Oktober 2023).

## Einzeldenkmäler
| Bezeichnung                    | Lage                | Baujahr | Beschreibung            | Bild |
| ------------------------------ | ------------------- | ------- | ----------------------- | ---- |
| Katholische Kapelle St. Joseph | Hauptstraße 15 Lage | 1856    | Bruchsteinsaalbau, 1856 | BW   |